# Heterosentis overstreeti
Heterosentis overstreeti är en hakmaskart som först beskrevs av Schmidt och Ilan Paperna 1978.  Heterosentis overstreeti ingår i släktet Heterosentis och familjen Arhythmacanthidae. Inga underarter finns listade i Catalogue of Life.